# 방순원
방순원(方順元, 일본식 이름: 方山順元, 1914년 1월 2일 ~ 2004년 10월 21일)은 일제강점기부터 활동한 대한민국의 법조인이다. 본관은 온양(溫陽), 호는 온산(溫山)이다. 서울지방법원 부장판사를 거쳐 서울대학교 법과대학 교수를 지냈으며, 대한민국 대법관을 역임하였다. 평판사 시절부터 도배할 돈이 없어 신문지로 도배하거나 쌀이 없어 부인이 동료 법관 집에 쌀을 빌리려 가고 대법관 재직 시절 대법원장이 예산을 집행하고 남은 돈을 대법원 판사들에게 수당으로 나눠주자 재량권 남용이라며 반납하는 등 '3대 청빈법관'으로 꼽혔으며 법조인의 사표로서 한국법률문화상, 국민훈장 무궁화장 등을 받았다.

## 생애
충청남도 천안군 출신으로 선린상업고등학교와 경성법학전문학교를 졸업하고 법원 서기 및 통역생으로 일하며 법조계에 들어섰다.
1940년 고등문관시험 사법과에 합격하여 함흥지법 사법관 시보를 거쳐 1943년 광주지방법원 목포지원 판사로 임용되었다. 1945년 광주지방법원 목포지청장을 지내고, 미군정 하에서도 판사로 근무했다.
1948년에 제1공화국 수립과 함께 서울지방법원 부장판사로 취임하였으며, 이후 서울대학교 법과대학 교수를 지냈다.
1961년부터 1973년까지 대법원 대법관을 역임했으며, 1973년부터 사법연수원에서 연수생들을 가르쳤다. 대양종합법률사무소 대표 변호사, 세종대학교 이사로도 활동하였다.
김병로 초대 대법원장, 조무제 전 대법관과 함께 ‘3대 청빈법관’으로 꼽혔다. 법조인의 사표로서 한국법률문화상, 청조근정훈장, 언론학회 저술상 등을 수상하고, 1990년에는 국민훈장 무궁화장을 수여받았다.
2008년 민족문제연구소가 발표한 친일인명사전 수록예정자 명단 사법 부문에 선정되었다.

## 학력
- 1932년 선린상업고등학교
- 1935년 경성법학전문학교
- 1988년 숭실대학교 명예법학 박사

## 저서
- 《민법총칙》
- 《물권법》
- 《민사소송법개론》(1955)
- 《신민사소송법강의》(1960)
- 수필집 《나의 길 나의 선택 법조반백년》

## 참고자료
- 두산백과 - 방순원
- 방순원(方順元) - 국사편찬위원회